# Wyre Forest
Wyre Forest is een Engels district in het shire-graafschap (non-metropolitan county OF county) Worcestershire en telt 101.000 inwoners. De oppervlakte bedraagt 195 km².
Van de bevolking is 16,6% ouder dan 65 jaar. De werkloosheid bedraagt 3,0% van de beroepsbevolking (cijfers volkstelling 2001).

## Plaatsen in district Wyre Forest
- Kidderminster

## Civil parishesin district Wyre Forest
Bewdley, Broome, Chaddesley Corbett, Churchill and Blakedown, Kidderminster Foreign, Ribbesford, Rock, Rushock, Stone, Stourport-on-Severn, Upper Arley, Wolverley and Cookley.